# حزب مونجانو
حزب مونجانو هو حزب سياسي في كينيا.

## التاريخ
تم تأسيس الحزب في عام 2007،  ورشح مرشحًا واحدًا للجمعية الوطنية للانتخابات العامة لعام 2007، تيتو موتونجا موندا في ماكوينى. حصل على 517 صوتا، واحتل المركز الثاني عشر من بين تسعة عشر مرشحا.
في انتخابات 2013، رشح الحزب 16 مرشحًا للجمعية الوطنية. حصل على 0.9٪ من الأصوات، وفاز بمقعد واحد،  فرانسيس موانجانجي كيلونزو في يطا.  كما فاز في انتخابات حاكم مقاطعة ماكويني، مع انتخاب النائب السابق كيفوثا كيبوانا حاكمًا للمقاطعة. غادر كيبوانا الحزب في فبراير 2017. 
رشح الحزب اثني عشر مرشحًا للجمعية الوطنية للانتخابات العامة لعام 2017،  على الرغم من أن كيلونزو قد ترك الحزب وخاض الانتخابات كمرشح الحزب الوطني.  خسر الحزب مقعد يطا، لكن فابيان مولي انتخب في كانغوندو للاحتفاظ بتمثيل الحزب في البرلمان. 

## روابط خارجية
- الموقع الرسمي